# Liste des résolutions du Conseil de sécurité des Nations unies sur l'Abkhazie
Pour un article plus général, voir Liste des résolutions du Conseil de sécurité des Nations unies par pays.
Cet article dresse une liste des résolutions du Conseil de sécurité des Nations unies concernant l'Abkhazie.

## Abkhazie
L’Abkhazie (en abkhaze : Аҧсны / Apsny ; en russe : Абхазия / Abxazija), en forme longue la république d'Abkhazie (en abkhaze : Аԥсны Аҳәынҭқарра / Apsny Ahwyntkarra ; en russe : Республика Абхазия / Respublika Abxazija), est un État situé entre les montagnes du Caucase et les bords de la mer Noire qui a déclaré son indépendance de la Géorgie en 1992.
- Résolution 849 : Abkhazie, Géorgie (adoptée le 9 juillet 1993).
- Résolution 854 : Abkhazie, Géorgie (adoptée le 6 août 1993).
- Résolution 858 : Abkhazie, Géorgie (adoptée le 24 août 1993).
- Résolution 876 : Abkhazie, Géorgie (adoptée le 19 octobre 1993).
- Résolution 881 : Abkhazie, Géorgie (adoptée le 4 novembre 1993).
- Résolution 892 : Abkhazie, Géorgie (adoptée le 22 décembre 1993).
- Résolution 896 : possibilité de l'établissement d'une force de maintien de la paix en Abkhazie (république de Géorgie) et sur le règlement politique du conflit en Abkhazie.
- Résolution 906 : extension du mandat de la mission d'observation des Nations unies en Géorgie et du règlement politique en Abkhazie Géorgie.
- Résolution 971 : la situation en Abkhazie (Géorgie) (prorogation de la MONUG jusqu’au 12 mai 1995).
- Résolution 1036 : la situation en Abkhazie (Géorgie)